# Maurice Pic
Maurice Pic, född 23 mars 1866 i Marrigny utanför Digoin, död 29 december 1957 i Les Guerreaux, var en fransk entomolog som specialiserade sig i skalbaggar. Hans viktigaste insats var för Sigmund Schenklings fortfarande relevanta Coleopterorum Catalogus. Pics samlingar finns på Muséum national d'histoire naturelle i Paris.
Auktorsnamnet Pic kan användas för Maurice Pic i samband med ett vetenskapligt namn inom zoologin; se Wikipedia-artiklar som länkar till auktorsnamnet.